# Nuoto ai campionati mondiali di nuoto 2013 - 100 metri dorso maschili
Le qualifiche per la semifinale si sono svolte la mattina del 29 luglio 2013, mentre la semifinale si è svolta la sera dello stesso giorno. La finale, invece, si è svolta la sera del 30 luglio 2013.

## Medaglie
| Posizione | Atleta          | Paese       |
| --------- | --------------- | ----------- |
| Oro       | Matt Grevers    | Stati Uniti |
| Argento   | David Plummer   | Stati Uniti |
| Bronzo    | Jérémy Stravius | Francia     |

## Record
Prima della manifestazione il record del mondo (WR) e il record dei campionati (CR) erano i seguenti.
| Record mondiale       | 51"94 | Aaron Peirsol Stati Uniti | 8 luglio 2009 Indianapolis, Stati Uniti d'America |
| Record dei campionati | 52"19 | Aaron Peirsol Stati Uniti | 2 agosto 2009 Roma, Italia                        |

Nel corso della competizione non sono stati migliorati record.

## Risultati

### Batterie
| Pos. | Batteria | Corsia | Atleta                   | Nazionalità             | Tempo   | Note |
| ---- | -------- | ------ | ------------------------ | ----------------------- | ------- | ---- |
| 1    | 6        | 6      | Ashley Delaney           | Australia               | 53"60   | Q    |
| 2    | 5        | 5      | David Plummer            | Stati Uniti             | 53"62   | Q    |
| 3    | 6        | 7      | Xu Jiayu                 | Cina                    | 53"63   | Q    |
| 4    | 5        | 4      | Ryōsuke Irie             | Giappone                | 53"66   | Q    |
| 5    | 4        | 4      | Jérémy Stravius          | Francia                 | 53"85   | Q    |
| 6    | 6        | 4      | Matt Grevers             | Stati Uniti             | 53"92   | Q    |
| 7    | 6        | 5      | Kōsuke Hagino            | Giappone                | 53"94   | Q    |
| 8    | 4        | 3      | László Cseh              | Ungheria                | 54"06   | Q    |
| 9    | 5        | 2      | Bastiaan Lijesen         | Paesi Bassi             | 54"07   | Q    |
| 10   | 4        | 2      | Radosław Kawęcki         | Polonia                 | 54"20   | Q    |
| 10   | 5        | 6      | Camille Lacourt          | Francia                 | 54"20   | Q    |
| 12   | 5        | 3      | Chris Walker-Hebborn     | Regno Unito             | 54"23   | Q    |
| 13   | 4        | 5      | Cheng Feiyi              | Cina                    | 54"30   | Q    |
| 14   | 6        | 3      | Gareth Kean              | Nuova Zelanda           | 54"37   | Q    |
| 15   | 1        | 5      | Darren Murray            | Sudafrica               | 54"64   | Q    |
| 16   | 4        | 6      | Charles Francis          | Canada                  | 54"72   | Q    |
| 17   | 6        | 2      | Aschwin Wildeboer Faber  | Spagna                  | 54"75   |      |
| 18   | 5        | 7      | Mirco Di Tora            | Italia                  | 54"76   |      |
| 19   | 6        | 1      | Yakov-Yan Toumarkin      | Israele                 | 54"85   |      |
| 20   | 5        | 9      | Federico Grabich         | Argentina               | 55"03   |      |
| 21   | 5        | 1      | Daniel Orzechowski       | Brasile                 | 55"09   |      |
| 22   | 4        | 7      | Pavel Sankovič           | Bielorussia             | 55"13   |      |
| 23   | 6        | 8      | Lavrans Solli            | Norvegia                | 55"52   |      |
| 24   | 6        | 9      | I Gede Siman Sudartawa   | Indonesia               | 55"55   |      |
| 25   | 4        | 0      | Danas Rapšys             | Lituania                | 55"68   |      |
| 26   | 5        | 0      | Alexandr Tarabrin        | Kazakistan              | 55"70   |      |
| 27   | 4        | 1      | Felix Wolf               | Germania                | 55"88   |      |
| 28   | 6        | 0      | Lukas Rauftlin           | Svizzera                | 56"11   |      |
| 29   | 5        | 8      | Pedro Medel              | Cuba                    | 56"12   |      |
| 30   | 3        | 5      | Martin Baďura            | Rep. Ceca               | 56"19   |      |
| 31   | 3        | 6      | Charles Hockin           | Paraguay                | 56"50   |      |
| 32   | 3        | 3      | Danil Bukin              | Uzbekistan              | 56"63   |      |
| 33   | 4        | 9      | Guven Duvan              | Turchia                 | 56"78   |      |
| 34   | 3        | 4      | Jean-François Schneiders | Lussemburgo             | 56"88   |      |
| 35   | 4        | 8      | Shin Hee-Wong            | Corea del Sud           | 56"95   |      |
| 36   | 3        | 9      | Boris Kirillov           | Azerbaigian             | 58"17   |      |
| 37   | 3        | 8      | Ngou Pok Man             | Macao                   | 58"26   |      |
| 38   | 3        | 7      | Heshan Unamboowe         | Sri Lanka               | 58"49   |      |
| 39   | 2        | 4      | Artiom Gladun            | Moldavia                | 58"60   |      |
| 40   | 3        | 0      | Jean Luis Gómez          | Rep. Dominicana         | 59"30   |      |
| 41   | 3        | 1      | Awse Ma'aya              | Giordania               | 59"75   |      |
| 42   | 3        | 2      | Khachik Plavchyan        | Armenia                 | 59"79   |      |
| 43   | 2        | 3      | Gorazd Chepishevski      | Macedonia               | 1'00"11 |      |
| 44   | 2        | 5      | Rodrigo Soriano          | El Salvador             | 1'00"79 |      |
| 45   | 2        | 6      | Jordan Augier            | Saint Lucia             | 1'00"99 |      |
| 46   | 2        | 2      | Hamdan Bayusuf           | Kenya                   | 1'01"05 |      |
| 47   | 2        | 7      | Eisner Barberena         | Nicaragua               | 1'01"44 |      |
| 48   | 1        | 3      | Maroun Waked             | Libano                  | 1'02"23 |      |
| 49   | 2        | 1      | Yaaqoub Al-Saadi         | Emirati Arabi Uniti     | 1'02"97 |      |
| 50   | 2        | 8      | Victor Torres            | Isole Vergini Americane | 1'04"41 |      |
| 51   | 2        | 0      | Erdenemunkh Demuul       | Mongolia                | 1'05"18 |      |
| 52   | 1        | 4      | Faraj Saleh Faraj Sultan | Bahrein                 | 1'05"67 |      |
| 53   | 2        | 9      | Andrianirina Lalanomena  | Madagascar              | 1'06"10 |      |

### Semifinali

#### Semifinale 1
| Pos. | Corsia | Atleta               | Nazionalità   | Tempo | Note |
| ---- | ------ | -------------------- | ------------- | ----- | ---- |
| 1    | 3      | Matt Grevers         | Stati Uniti   | 52"97 | Q    |
| 2    | 4      | David Plummer        | Stati Uniti   | 53"10 | Q    |
| 3    | 5      | Ryōsuke Irie         | Giappone      | 53"41 | Q    |
| 4    | 1      | Gareth Kean          | Nuova Zelanda | 53"81 | Q    |
| 5    | 2      | Radosław Kawęcki     | Polonia       | 53"82 |      |
| 6    | 7      | Chris Walker-Hebborn | Regno Unito   | 53"96 |      |
| 7    | 6      | László Cseh          | Ungheria      | 54"00 |      |
| 8    | 8      | Charles Francis      | Canada        | 54"96 |      |

#### Semifinale 2
| Pos. | Corsia | Atleta           | Nazionalità | Tempo | Note |
| ---- | ------ | ---------------- | ----------- | ----- | ---- |
| 1    | 3      | Jérémy Stravius  | Francia     | 53"23 | Q    |
| 2    | 7      | Camille Lacourt  | Francia     | 53"42 | Q    |
| 3    | 6      | Kōsuke Hagino    | Giappone    | 53"68 | Q    |
| 4    | 4      | Ashley Delaney   | Australia   | 53"74 | Q    |
| 5    | 5      | Xu Jiayu         | Cina        | 53"84 |      |
| 6    | 2      | Bastiaan Lijesen | Paesi Bassi | 53"92 |      |
| 7    | 1      | Cheng Feiyi      | Cina        | 54"20 |      |
| 8    | 8      | Darren Murray    | Sudafrica   | 55"02 |      |

### Finale
| Pos. | Corsia | Atleta          | Nazionalità   | Tempo | Note |
| ---- | ------ | --------------- | ------------- | ----- | ---- |
|      | 4      | Matt Grevers    | Stati Uniti   | 52"93 |      |
|      | 5      | David Plummer   | Stati Uniti   | 53"12 |      |
|      | 3      | Jérémy Stravius | Francia       | 53"21 |      |
| 4    | 6      | Ryōsuke Irie    | Giappone      | 53"29 |      |
| 5    | 2      | Camille Lacourt | Francia       | 53"51 |      |
| 6    | 1      | Ashley Delaney  | Australia     | 53"55 |      |
| 7    | 7      | Kōsuke Hagino   | Giappone      | 53"93 |      |
| 8    | 8      | Gareth Kean     | Nuova Zelanda | 54"25 |      |